# گورامی درخشان
گورامی درخشان ( Trichopsis pumila )، که با نام گورامی کوتوله یا گورامی پیگمی نیز شناخته می شود، گونه ای از گورامی های آب شیرین است که بومی آسیای جنوب شرقی است. 

## در آکواریوم
گورامی درخشان ماهی مقاومی است و در برابر شرایط ایده آل حداقلی آب آکواریوم مقاوم است. مطلقاً از هر گونه جریان آب قوی در آکواریوم اجتناب کنید و سعی کنید مکان های زیادی برای مخفی شدن داشته باشد. یک آکواریوم که بخوبی با گیاهان کاشته شده و نور کمی هم داشته باشد بسیار مطلوب است. آنها به فضایی بین بالای آب و پوشش مخزن نیاز دارند تا هوای مرطوب را از آن ببلعند. شرایط آب ترجیحی این گونه حداقل ۲۵ درجه سلسیوس (۷۷ درجه فارنهایت) یا کمی بالاتر و درجه pH آب نیز کمتر از 7 توصیه میشود.

## مراجع
1. ↑  Vidthayanon, C. (2012). "Trichopsis pumila". IUCN Red List of Threatened Species. IUCN. 2012: e.T188102A1854422. doi:10.2305/IUCN.UK.2012-1.RLTS.T188102A1854422.en. Retrieved 20 November 2021.